# Apucarana
Apucarana es un municipio brasileño localizado en el centro del estado de Paraná, distante 363 kilómetros de la capital Curitiba, en una región conocida como Norte central paranaense. Con una población estimada en 121.290 habitantes (IBGE/2009)[2] es la décima primera ciudad más populosa del Paraná. La ciudad es también conocida como "Ciudad Alta".

## Geografía

### Hidrografía
En Apucarana se localiza la naciente del Río Pirapó, importante río de las regiones norte y noroeste del estado que inclusive abastece ciudades de esas regiones. Apucarana también es bañada por los riachos Biguaçu y Jaboti, siendo que este desagua en un lago artificial de recreo, localizado próximo al centro de la ciudad.

### Carreteras
- PR-170
- BR-376 *Carretera del Café
- BR-369

### Clima
- Media anual: 17,3º
- Máxima: 25,3 °C
- Minima: 6 °C
- Densidad pluviométrica: 1545mm3 (2003)

## Historia

### Fundación
La región donde se localiza Apucarana fue colonizada por la Compañía Inglesa de Tierras Norte del Paraná, de forma similar a Londrina y Maringá.Los colonizadores habrían llegado alrededor de 1930. En el año de 1938, Apucarana fue elevada a la categoría de villa. En 28 de enero de 1944, Apucarana fue elevada a municipio, siendo su primer prefecto el coronel Luís José dos Santos.

### La prosperidad inicial
En función del éxito económico de los años 40 a 70, obtido gracias a los ciclos maderero, coffea y de la actividad comercial cerealista, la ciudad rápidamente se tornó un centro comercial dinámico, referencia de servicios y comercio de bienes de todo el valle del Ivaí (en la época una próspera región agrícola) y dotada de una amplia red bancaria. El rápido crecimiento se dio por la migración, de paulistas en su mayoría, sin embargo con contingentes aun importantes de mineros y bahianos. También fue muy significativa la inmigración de portugueses, ucranianos, poloneses, alemanes y japoneses.
Al momento en que entraba en declive gradual la explotación de la madera, se instaló la caficultura y el rico comercio de granos, fomentado estratégicamente por las facilidades logísticas de la ciudad, un entrecruce de transporte y ferrocarriles, convergiendo el transporte de la producción agrícola de todo el norte del Paraná para los canales exportadores de Santos y después Paranaguá. A mediados de los años 70, Apucarana contaba con una emisora de televisión, dos cines (una sala de gran porte), siete hospitales o clínicas, dos emisoras de rádio, dos periódicos, una institución de educación superior, una de educación técnica, tres escuelas privadas de enseñanza media y al menos dos públicas también de enseñanza media. Llegó a contar con vuelos directos semanales para São Paulo en los años 60.

### El fin de la era del café
La prosperidad sufrió un profundo impacto del fin del ciclo del café, precipitado por la desastrosa helada de julio de 1975. El colapso de la actividad industrial del café intensiva dejó sin empleo la gran población rural asociada a ella, y en pocos años el núcleo urbano (hasta entonces con 60 mil habitantes) casi bobló de población, llegando a favelizarse. El mismo fenómeno de éxodo rural pobló ciudades un poco menores como Arapongas, y fue mejor absorbido por las mayores como Londrina. Una agricultura menos rentable, basada en el frijol y en el maíz, se ofreció como alternativa. El municipio de relieve poco propicio para la mecanización impidió la ciudad de acompañar la nueva ola de riqueza agrícola brasilera, la sojicultura.

### La recuperación
La depresión económica persistió por al menos una década, hasta el medio de los años 80, cuando los galpones abandonados de la región de la Barra Funda y los altos índices de desempleo ofrecieron condiciones de bajo costo para el comienzo de la industria del sombrero y algunas empresas de vestuário. Aunque tardíamente (en relación con la vecina Arapongas, por ejemplo) fueron organizadas pequeñas zonas industriales sectorizadas que sirvieron mejor al parque molinero e incentivaron otras empresas de tipo medio a instalarse. Los servicios comerciales, de salud y de educación continuaban atrayentes y, lentamente, comenzó a recuperarse la construcción civil.

## Turismo

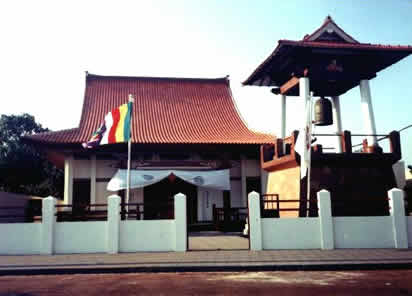
Templo Budista Apucarana Nambei Honganji

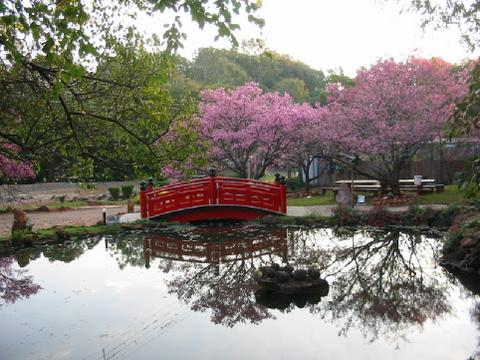
Flor Cerejeira - ACEA

### Catedral Nuestra Señora de Lourdes
Localizada en la moderna y amplia plaza Rui Barbosa, inspirada en las Piazzas italianas, la catedral es realmente imponente, siendo su nave interna la mayor entre todas las iglesias paranaenses. Observamos en la fachada frontal las imágenes de São Pedro y São Paulo, con Nuestra Señora de Lourdes al alto de la torre del campanário. En el interior de la iglesia vale la pena observar el gran y bello fresco localizado al fondo del altar, representando el cortejo del Cristo ascendiendo a los cielos.

### Plaza Rui Barbosa
Además de ser el lugar de la catedral, la plaza aun cuenta con el espacio comunitário y el platô, hoy en forma de teatro de arena, en el pasado frecuente escenario de shows de las bandas de la ciudad e internacionales, como el gran espectáculo "Cassino de Sevilha".

## Apucaranenses ilustres
- Bruno Henrique Corsini - Futbolista
- Irondi Pugliesi - Política
- Izabella Camargo - Periodista